# Вуйямо, Жозе
Жозе́ Вуйямо́ (фр. José Vouillamoz; род. 3 сентября 1971, Сайон, Вале) — швейцарский ампелограф и генетик. Известен своими многочисленными работами по установлению происхождения различных сортов винограда. Автор и соавтор ряда известных книг по ампелографии и энологии. В русскоязычных СМИ его имя и фамилия иногда произносятся неправильно.

## Биография
Родился 3 сентября 1971 (53 года) года в городе Сайон франкоговорящего швейцарского кантона Вале.
С 1990 по 1994 год обучался ботанике в Лозаннском университете. Там же в 2001 году защитил докторскую диссертацию в области биологической систематики.
После защиты Вуйямо работал в исследовательском проекте университета UC Davis под руководством Кэрол Мередит, занимаясь генетическими исследованиями сортов винограда из родного кантона Вале с помощью микросателлитов.
С ноября 2002 по февраль 2003 года работал в Швейцарии научным сотрудником университета Невшателя. Затем переехал в Италию, в Южный Тироль, где до 2004 года работал в Аграрном институте Сан-Микеле-аль-Адидже (сейчас фонд Эдмунда Маха) над генетическими исследованиями, восстанавливая хронологию одомашнивания виноградной лозы на Ближнем Востоке и происхождение итальянских сортов винограда, например, Санджовезе. В этот период он тесно сотрудничал с Патриком Эдвардом Макговерном из Музея археологии и антропологии Пенсильванского университета.
В 2005 году он сотрудничает с Марией Стеллой Грандо (итал. Maria Stella Grando), изучая происхождение и генеалогические связи между сортами группы Пино и сортом Сира. Статью с результатами они совместно опубликовали в 2006 году в журнале Heredity.
Следующие пять лет Вуйямо занимался вопросами ампелографии в университете Невшателя, где, среди прочего, исследовал гипотезу происхождения сорта Гутедель в районе Женевского озера.
С 2008 года работает в научно-исследовательском институте Агроскоп.
В 2010 году, в Швейцарии, винодел Жозеф-Мари Шантон (фр. Josef-Marie Chanton), услышав о возможном уничтожении исторического виноградника с Гуэ блан площадью всего лишь 0,2 Га, связался с Жозе Вуйямо. Тот собрал группу из 33 энтузиастов, которые выкупили виноградник, впоследствии названный VinEsch, на котором начали культивировать исторические и непопулярные сорта винограда. Тем самым был спасён от исчезновения исторически важный сорт винограда.
Вуйямо является автором или соавтором ряда популярных справочников по ампелографии и виноделию. В соавторстве с Дженсис Робинсон он работал над энциклопедией сортов винограда — Wine Grapes.
Он является вице-президентом по науке швейцарской «Международной Академии вина» (фр. Académie Internationale du vin) и академиком «Академии вин Бордо».

## Изучение происхождения сортов винограда
Вуйямо известен как исследователь, восстанавливающий генеалогические деревья сортов винограда. Например, он доказал автохтонность российских сортов Красностоп золотовский и Сибирьковый, опровергнув бытовые легенды об их происхождении. Он подтвердил одну из версий происхождения сорта Мюллер-тургау и доказал автохтонность грузинского сорта Киси. Доказал неидентичность сортов Педро Хименес и Педро Гименес.
Но не всегда его коллеги подтверждают его выводы. Результаты его ранних работ по изучению происхождения сорта Санджовезе впоследствии, при более пристальном изучении микросателлитов, были опровергнуты.